# La gran ruta
 La Gran Ruta es una película filmada en colores de Argentina dirigida por Fernando Ayala según el guion de Andrés Lugner que se estrenó el 7 de octubre de 1971 y que tuvo como protagonistas a Luis Brandoni, Juan Carlos Dual, Mimí Pons y Luis Landriscina.

## Sinopsis
Una banda de delincuentes asalta un hotel alojamiento ubicado en la ruta Panamericana.

## Reparto
- Luis Brandoni … Tano
- Juan Carlos Dual … Freddy
- Mimí Pons … Vilma
- Luis Landriscina …Pancho
- Iris Láinez … Sra. Lozano
- Santiago Gómez Cou … Paludi
- Alejandra Da Passano … Lidia
- Silvia Montanari …Elsa
- Raúl Lavié …Raúl
- Gloria Montes
- Cacho Espíndola …Bebé
- Ricardo Trigo
- Nené Morales … Daniela
- María de los Ángeles Medrano … Betiana
- Raimundo Soto … Dr. Bacigaluppi
- Oscar Viale … Néstor
- Nelly Prono
- Claudio García Satur
- Ulises Dumont …Jorge
- Onofre Lovero …Sargento
- Juan Carlos Lima …Mariano
- Roberto Mosca
- Oscar Martínez
- Héctor da Rosa
- Juan Alighieri

## Comentarios
Crónica escribió en su edición matutina:

”Vuelve a estar de moda lo atrevido y lo picante.”

Clarín dijo:

”El libro…enlaza en picaresco collage una serie de historias con un determinante escenario común en un hotel de la ruta Panamericana…Una osada comedia en tono picaresco.”

Manrupe y Portela escriben:

”Actuaciones al borde del cameo para una nueva variante del tema “Hotel Alojamiento”, esta vez dirigida por un Ayala que trata de sacar provecho de lo intencionada, y lo logra en parte.”